# أندرو مكغوان
أندرو مكغوان (بالإنجليزية: Andrew McGowan)‏ هو مؤرخ أسترالي، ولد في 1961 في ملبورن في أستراليا.